# 아프가니스탄 축구 연맹
아프가니스탄 축구 연맹(페르시아어: فدراسيون فتبال افغانستان, 파슈토어: د افغان فوتبال فدراسيون)은 아프가니스탄의 축구 협회로 국제축구연맹(FIFA)과 아시아 축구 연맹(AFC)에 가입되어 있다. 아프가니스탄 챔피언스 리그, 아프가니스탄 축구 국가대표팀 등을 관리하며 현재 회장은 아프가니스탄 대표팀 감독 시절 2011년 SAFF 챔피언십 준우승, 2013년 SAFF 챔피언십 우승을 이끈 모함마드 유수프 카르가르이다.

## 같이 보기
- 아시아 축구 연맹
- 중앙아시아 축구 연맹
- 아프가니스탄 축구 국가대표팀
- 아프가니스탄 여자 축구 국가대표팀
- 아프가니스탄 챔피언스 리그

## 사건사고
전 여자 축구대표팀 선수가 최근 관련 의혹을 폭로하자 대통령까지 나서 진상 조사를 지시한 가운데 파문의 핵심으로 지목받은 축구연맹 간부들이 무더기로 자격정지 처분을 받은 것은 물론 국제축구연맹(FIFA)도 이번 사건을 자체 조사하고 있는 것으로 알려졌으며 해당 여자 대표팀을 후원하던 덴마크 스포츠 브랜드 험멜은 아예 스폰서십 계약을 취소했다.